# Design Review Based on Failure Mode
A DRBFM ou Design Review Based on Failure Mode é uma metodologia desenvolvida por Tatsuhiko Yoshimura, um especialista em qualidade e professor do Japão Kyushu University. Yoshimura sabia que problemas decorrentes do design podem ocorrer quando são feitas alterações sem o nível adequado de documentação de apoio. Usando a filosofia de medidas preventivas (Mizenboushi), ele criou sua própria filosofia de DRBFM.
Tatsuhiko Yoshimura apoiou o desenvolvimento e uso de DRBFM em muitas empresas. Ele acredita que a implementação de DRBFM exige disciplina e compromisso de todos para o objetivo de acrescentar valor para o cliente pelo atendimento aos requisitos funcionais de engenharia e expectativas dos clientes.
A filosofia DRBFM centra-se nos três conceitos (GD3):
- Good Design
- Good Discussion
- Good Dissection or Good Design Review